# CMAT
씨맷(CMAT, 1996년 2월 23일 ~ )은 아일랜드의 가수, 작곡가이다.

## 음반 목록
- If My Wife New I'd Be Dead (2021)
- Crazymad, for Me (2023)
- Euro-Country (2025)